# Kloster St. Johann (Alt St. Johann)
Das Kloster St. Johann im Dorf Alt St. Johann (Kanton St. Gallen, Schweiz) bestand vom 12. bis zum 17. Jahrhundert.

## Geschichte
Das Kloster wurde durch Benediktiner gegründet. Die älteste urkundliche Erwähnung datiert von 1152, als Papst Eugen II. St. Johann unter seinen Schutz nahm. Das Kloster besaß Güter im Toggenburg und im Rheintal: St. Johann, Stein, Krummenau, Kappel, St. Peterzell und Mogelsberg, bei Feldkirch, Klaus, Götzis und Altach. Seine Blütezeit erlebte es im 14. Jahrhundert.

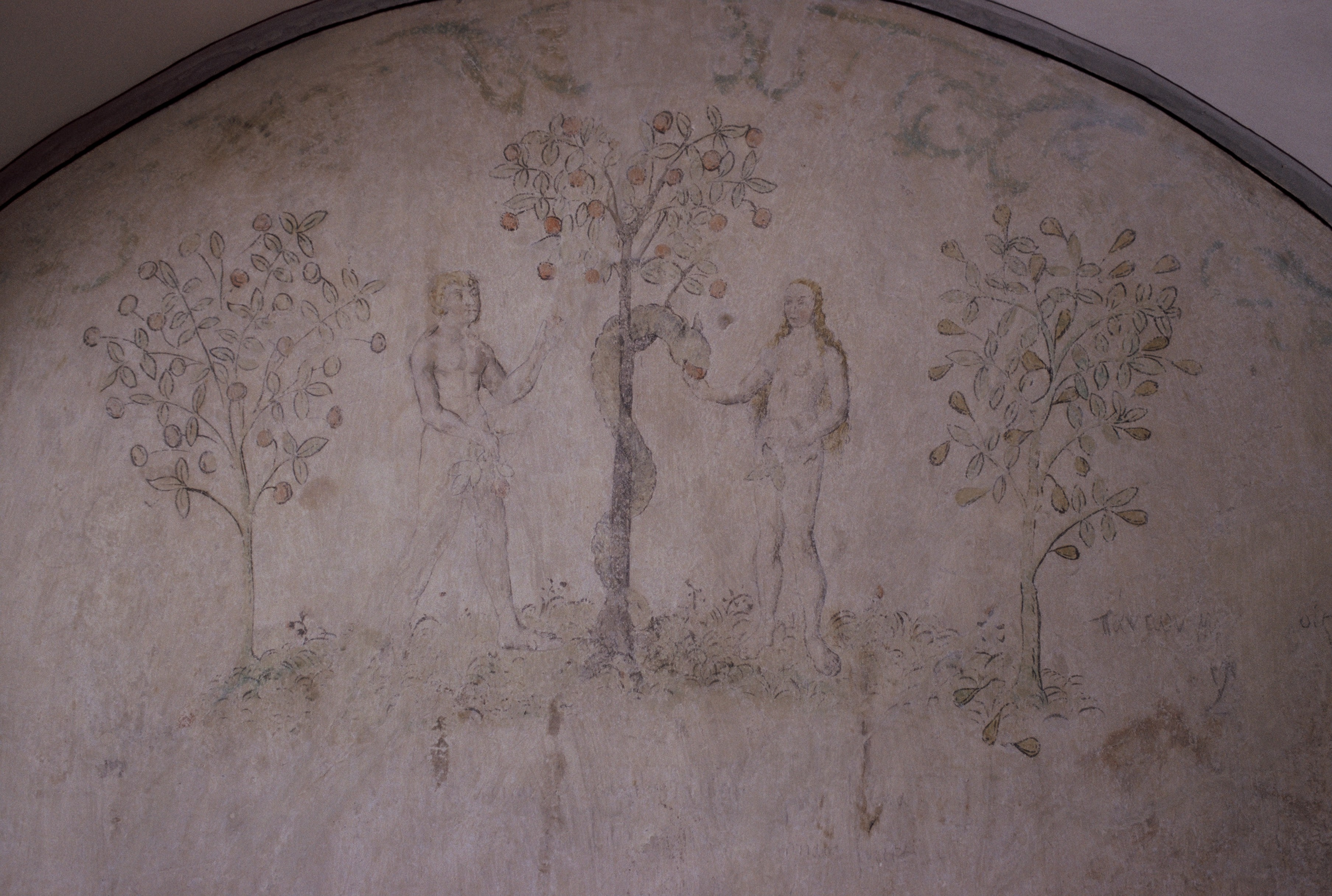
Adam und Eva unter dem Baum der Erkenntnis – Fresko von Dietrich Meuss, 1611

Die Abtei erscheint mehrmals als Käuferin von Grundbesitz in der Gegend des heutigen Fürstentum Liechtenstein. Die wichtigste Erwerbung war wohl der Kauf des Roten Hauses in Vaduz im Jahre 1525. Das Kloster überstand die Reformation, verlor aber im Jahr 1555 seine Eigenständigkeit und wurde der Fürstabtei St. Gallen als Priorat unterstellt.
Im Jahre 1626 fielen die Klostergebäude einem Grossbrand zum Opfer. Daraufhin wurde das Priorat etwa zehn Kilometer talabwärts in das Dorf Sidwald verlegt, das seitdem Neu St. Johann genannt wurde.

## Spätere Nutzung

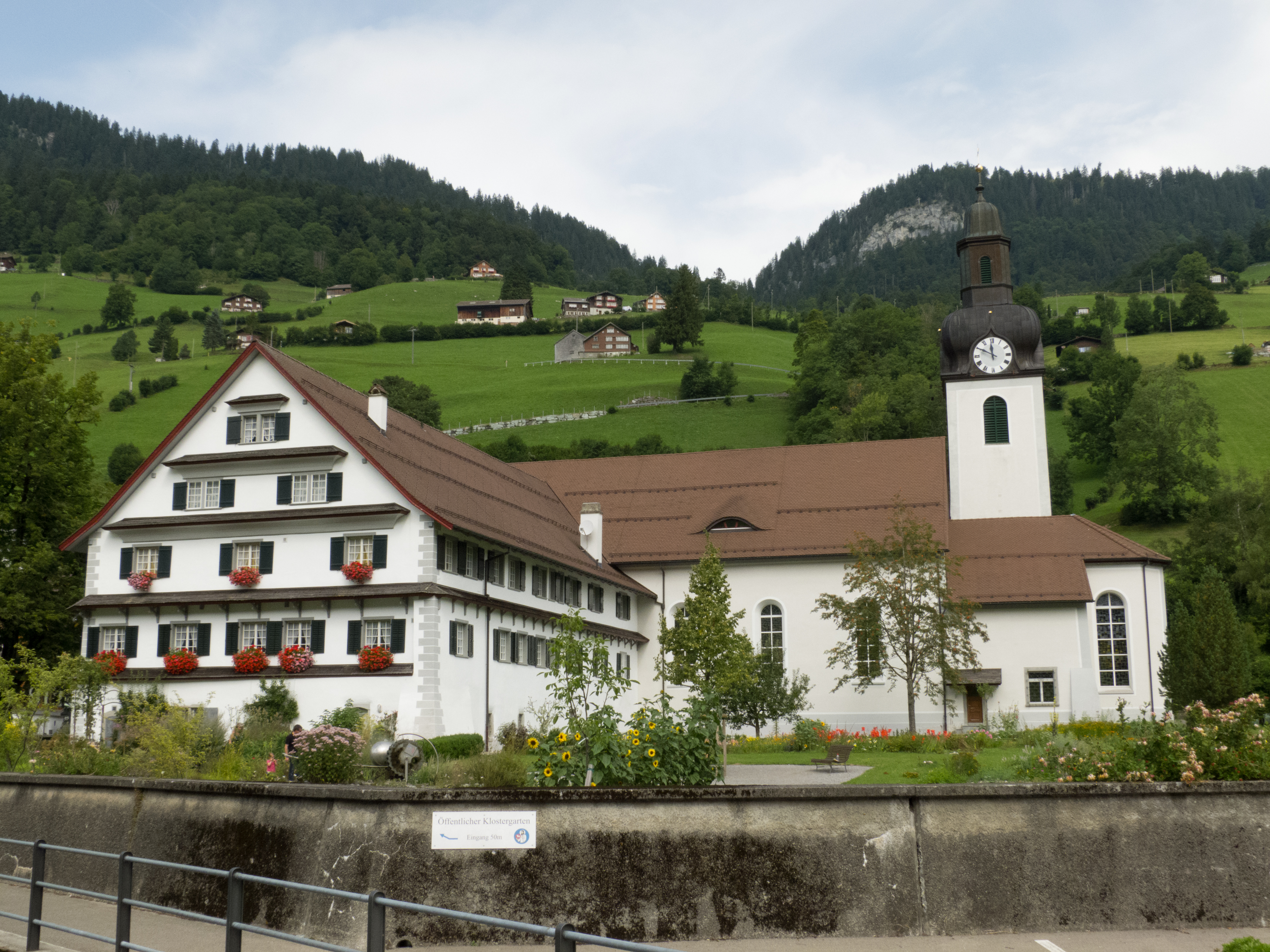
Heutiges Bauensemble: Propsteigebäude und Kirche Alt St. Johann (2013)

Anstelle des alten Klosters entstand eine Pfarrkirche mit Pfarrhaus. Bis heute beherbergen die ehemaligen Klostergebäude eine römisch-katholische Pfarrkirche (Alt St. Johann) mit Propsteigebäude.